# Jakov Vladimirovič Štejnberg

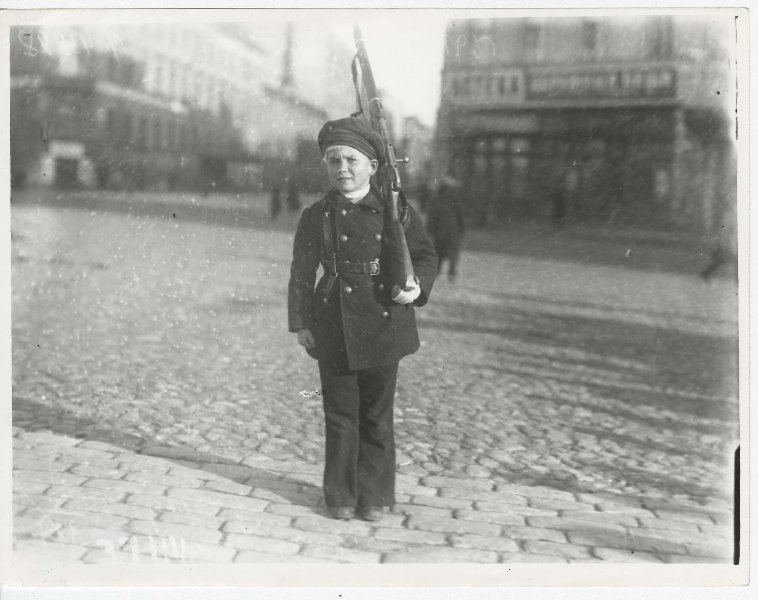
Mladý obránce Petrohradu, 1919

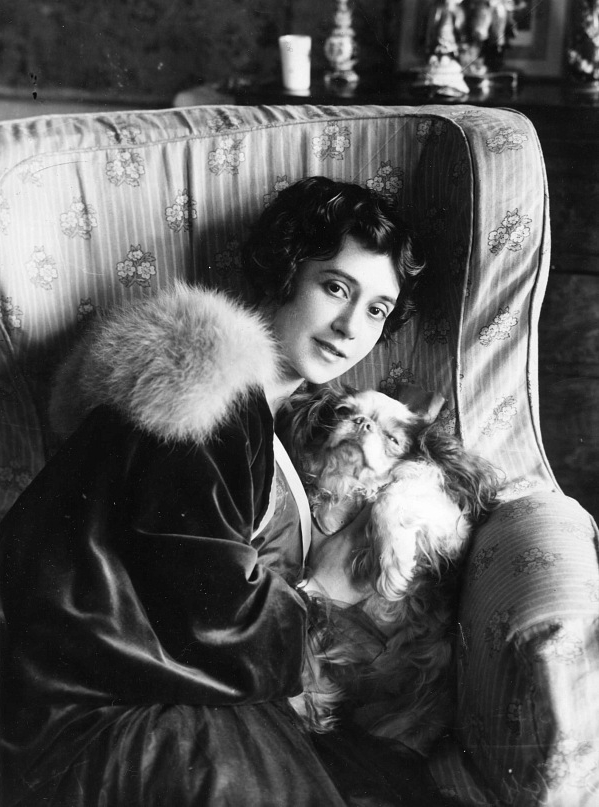
Baletní tanečnice Tamara Platonovna Karsavinová, 1910–1914

Jakov Vladimirovič Štejnberg (rusky: Яков Владимирович Штейнберг 1880–1942) byl ruský fotograf, mistr reportážní a portrétní fotografie a učitel. Autor fotografií z první světové války, únorových a říjnových revolucí z roku 1917 a portrétů významných osobností umění a politiky.V roce 1913 ho přijali do redakce Solnce Rossijii. Byl reportérem prvních ilustrovaných časopisů Plamja a Junyji Proletari. Štejnberg byl známý jako „fotograf Petrohradu“. Ve státním archivu je uloženo více než 6 000 jeho fotografií.

## Životopis
Narodil se v roce 1880 ve Dvinsku, v rodině fotografa, majitele fotografického studia Vladimira Moisejeviče Štejnberga. Vystudoval šest tříd, v letech 1897–1900 studoval fotografii. Pracoval jako „nájemný fotograf“ ve fotoateliéru v Poltavě a Oděse. V roce 1902 debutoval v tisku jako fotožurnalista a dokumentoval domácí kroniku. V roce 1908 se se svou rodinou přestěhoval do Petrohradu. Od roku 1913 pracoval v ilustrovaném časopise Solnce Rossii, publikoval fotografické příběhy zachycující scény ze života města („Na kluzišti“ atd.).
Působil také jako autor fotografických portrétů umělců a dalších významných současníků, pořídil portréty zpěvačky L. J. Lipkovské a baleríny Tamary Karsavinové, umělců B. M. Kustodijev a A. N. Benois, letec S. I. Utočkin a další.
Během první světové války vytvořil Štejnberg přední fotografické zprávy, spolupracoval s časopisem Ogoňok. V letech 1914–1917 se jeho fotografický ateliér nacházel na adrese pozdější ulice Čechova čp. 3.

## Revoluční léta a občanské války
V roce 1917 zaznamenal Štejnberg kroniku událostí z únorových a říjnových revolucí v Petrohradě – pouliční nepokoje, stávky, pochody, demonstrace atd. Mezi historické události, které zachytil v roce 1917, byl pohřeb obětí únorové revoluce na Martovo poli (23. března), první setkání Všeruského kongresu sovětů pracujících a vojáků v hale Tauridského paláce (3. června), setkání zástupců továrních výborů ve Smolném (říjen), fotografoval: „Pohledy na pokoje a haly zimního paláce po útoku“ (26. října), „Rutina areálu“ Petrogradský výbor RSDLP v paláci Kšesinskaja (červenec), „Hlídka Rudé gardy na Petrohradě se ohřívá kolem ohně“ (říjen), „Hlídka Rudé gardy kontroluje průchody u vstupu do Smolného“ (27. října), „Pohled na vojenská škola Vladimíra po ostřelování“ (1. listopadu) a další.
Během občanské války pořizoval fotografickou dokumentaci týkající se Rudé armády – zápisy z řad dobrovolníků („Dobrovolníci vyslaní do Smolného“, „První nábory Rudé armády v roce 1918“ atd.), Zranění v nemocnicích a shromáždění. V roce 1918 zachytil první oslavu 1. května v Petrohradě, inscenaci hry V. V. Lunacharského „Power“ v lotyšském komunistickém divadle, první sovětské památky (K. Marx, N. A. Dobroljubov, G. Gejn, T. Ševčenko, nebo N. G. Černyševskij). V červenci 1918 byl poslán do Moskvy aby fotografoval pátý ruský kongres. Spolupracoval s časopisy Plamja a Junyje proletari.
Štejnberg vytvořil fotografické portréty revolucionářů V. Volodarského, M. S. Urického, A. V. Lunačarského, G. V. Plechanova, prvního překladatele Kapitálu G. A. Lopatina a další. V roce 1919 byl fotograf poslán do Uralu, pod Narvu a Dvinsk, fotografoval na frontách občanské války, vydal řadu zpráv o přípravě Rudé armády na boj s armádou generála Nikolaje Judeniče. V březnu tohoto roku dvakrát fotografoval vůdce revoluce V. I. Lenina (na I. kongresu Kominternu a na pohřbu komisaře M. T. Elizarova).

## Sovětské období
V letech 1920–1924 působil jako vedoucí fotografické laboratoře Petrogubkommuny, fotografové objekty byly majetkem obce – pekárny, mléčné farmy a související subjekty: „nákladní vlaky s chlebem, potravinářské jednotky, bramborové a zahradní společnosti“.
V roce 1923 byl u vzniku Společnosti umělecké a technické fotografie v Petrohradě, a stal se jejím předsedou. V roce 1924 bylo na výstavě fotografií v sálech Akademie umění vystaveno 300 Štejnbergových děl. Expozice nazvaná „Den po dni“ představila dokumentační kroniku událostí roku 1917 v Petrohradě. V roce 1928 měl svá díla na výstavě „Sovětská fotografie za 10 let“, konané v Moskvě, v prostorách bývalého muzea Rudé armády; bylo představeno 12 děl umělce na historické a revoluční téma.
Pracoval jako fotožurnalista v novinách Trud, Krasnaja Gazeta, časopisech Ogoňok, Petrogradskaja Pravda a Predprijatie, a vykonával fotografické úkoly pro Petrogradský regionální stranický výbor a petrohradský sovět. V letech 1923–1925 vedl fotografický kruh kurzů středního velení. Od roku 1926 do února 1935 byl vedoucím temné komory Muzea revoluce.
V roce 1935 přenesl fotograf 6 6286 negativů za období od roku 1912 do roku 1928 do Leningradského státního archivu filmových a fotografických dokumentů.
V letech 1935–1937 vedl Štejnberg fotografickou laboratoř Leningradského vojenského mechanického institutu, od roku 1938 až do konce svého života pracoval na Carské akademii umění jako vedoucí fotomechanik.
Jakov Štejnberg zemřel na vyčerpání v roce 1942 během blokády Leningradu. Byl pohřben do společného hrobu na Smolenském hřbitově, později byl popel znovu uložen na Piskarjovském hřbitově.

## Galerie

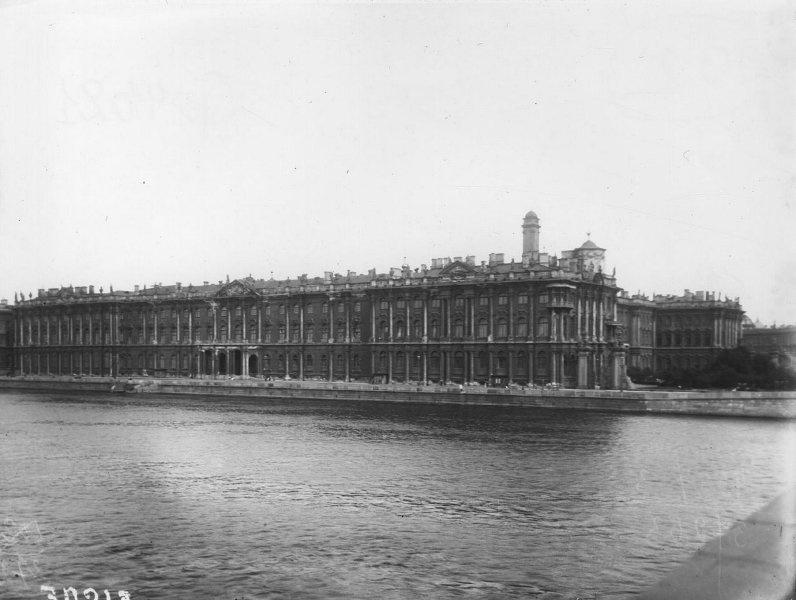
Zimní palác, 1914
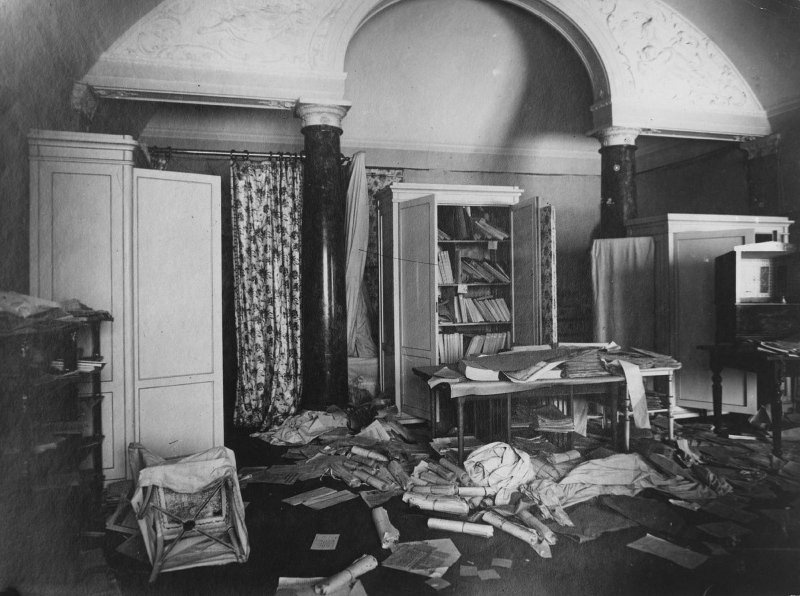
Pokoj v zimním paláci po útoku, 8. listopadu (26. října) 1917
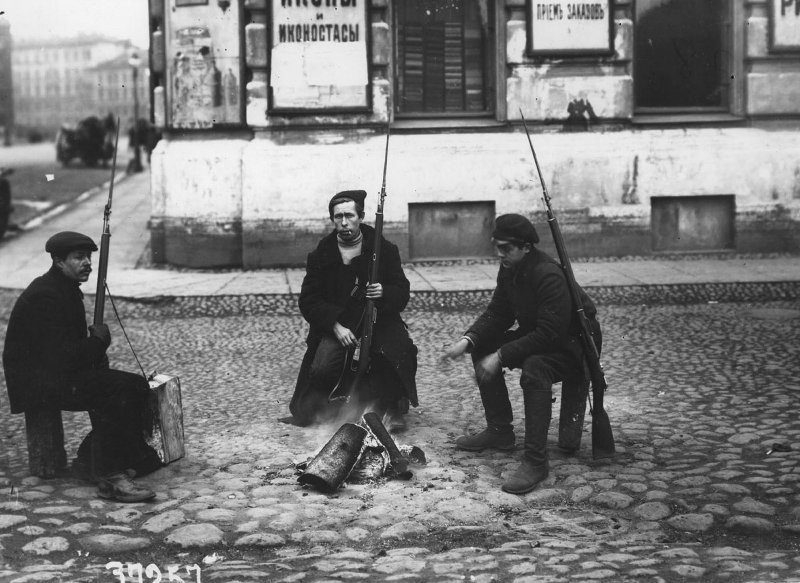
Hlídka Rudé gardy v Petrohradě se zahřívá u ohně, říjen 1917
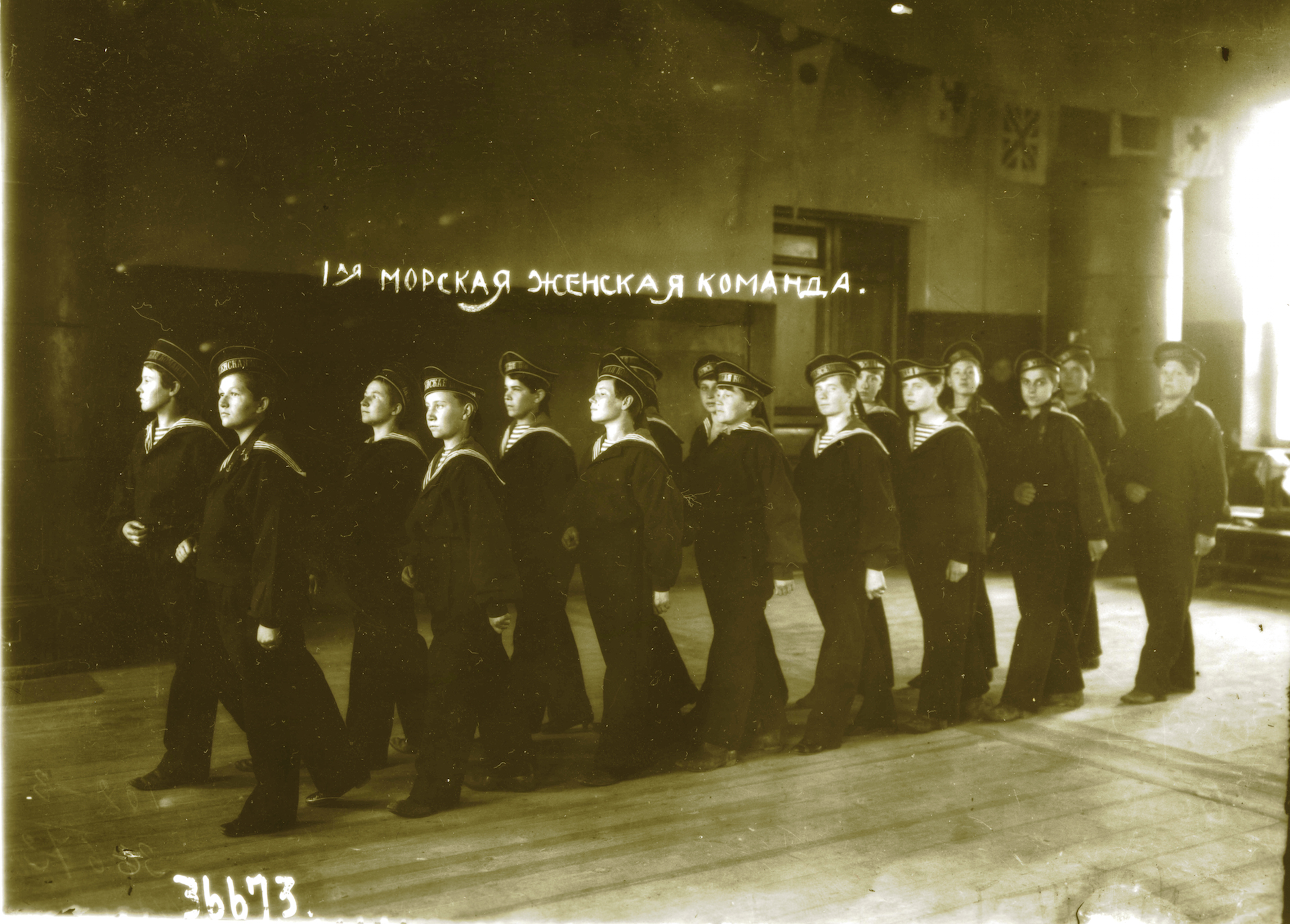
Členky prvního námořního ženského týmu, srpen 1917